# کیم وان-سان
کیم وان-سان (به انگلیسی: Kim Wan-sun) (زاده ۱۶ مهٔ ۱۹۶۹) خواننده و مجری تلویزیون اهل کره جنوبی است.